# Randia mira
Randia mira är en måreväxtart som beskrevs av John Duncan Dwyer. Randia mira ingår i släktet Randia och familjen måreväxter. Inga underarter finns listade i Catalogue of Life.